# Edstjärnen, Jämtland
Edstjärnen är en sjö i Åre kommun i Jämtland och ingår i Indalsälvens huvudavrinningsområde. Sjön har en area på 0,256 kvadratkilometer och ligger 409,5 meter över havet.

## Delavrinningsområde
Edstjärnen ingår i det delavrinningsområde (707183-137867) som SMHI kallar för Utloppet av Bergsjön. Medelhöjden är 512 meter över havet och ytan är 25,82 kvadratkilometer. Räknas de 4 avrinningsområdena uppströms in blir den ackumulerade arean 48,99 kvadratkilometer. Fjälltjärnån som avvattnar avrinningsområdet har biflödesordning 3, vilket innebär att vattnet flödar genom totalt 3 vattendrag innan det når havet efter 290 kilometer. Avrinningsområdet består mestadels av skog (69 procent) och kalfjäll (12 procent). Avrinningsområdet har 3,59 kvadratkilometer vattenytor vilket ger det en sjöprocent på 13,9 procent.